# Osborn (Maine)
Osborn és una població dels Estats Units a l'estat de Maine (EUA). Segons el cens del 2000 tenia 69 habitants.

## Demografia
Segons el cens del 2000, Osborn tenia 69 habitants, 30 habitatges, i 21 famílies. La densitat de població era de 0,7 habitants/km².
Dels 30 habitatges en un 30% hi vivien nens de menys de 18 anys, en un 53,3% hi vivien parelles casades, en un 20% dones solteres, i en un 26,7% no eren unitats familiars. En el 20% dels habitatges hi vivien persones soles el 13,3% de les quals corresponia a persones de 65 anys o més que vivien soles. El nombre mitjà de persones vivint en cada habitatge era de 2,3 i el nombre mitjà de persones que vivien en cada família era de 2,59.
Per edats la població es repartia de la següent manera: un 18,8% tenia menys de 18 anys, un 8,7% entre 18 i 24, un 23,2% entre 25 i 44, un 34,8% de 45 a 60 i un 14,5% 65 anys o més.
L'edat mediana era de 44 anys. Per cada 100 dones de 18 o més anys hi havia 75 homes.
La renda mediana per habitatge era de 33.750 $ i la renda mediana per família de 34.500 $. Els homes tenien una renda mediana de 26.875 $ mentre que les dones 23.750 $. La renda per capita de la població era de 12.173 $. Cap de les famílies i l'11% de la població estaven per davall del llindar de pobresa.